# The ChubbChubbs!
The ChubbChubbs! é um filme de animação em curta-metragem estadunidense de 2002 dirigido por Eric Armstrong e escrito por Jeff Wolverton. Venceu o Oscar de melhor curta-metragem de animação na edição de 2003.

## Elenco
- Brad Simonsen - Meeper
- Jeff Wolverton - ChubbChubbs
- Mortonette Jenkins - Diva
- Peter Lurie - Zyzaks
- Rick Zieff - Bouncer
- Dustin Adair, Eric Armstrong, Yakov Baytler, Mary Biondo, Sumit Das, Layne Friedman, Robert Gordon, Sully Jacome-Wilkes, Franco Pietrantonio, Rick Richards, Chance Thomas, Julie Zackary - Glorfs
- Evan Wu - Aliens

## Adaptações
Um filme de animação e uma série de televisão baseada no curta estavam em desenvolvimento em 2003, Sony Pictures Animation. Dan Wilson e Dave Gilbreth foram contratados para escrever o roteiro do filme, [1] mas desde então, não há mais notícias sobre os projetos.

## Sequela
Uma sequela, The ChubbChubbs Save Xmas, foi lançado teatralmente em 8 de agosto de 2007, junto com Daddy Day Camp, e foi produzido por Sony Pictures Animation.